# Ahmad Firdaus Salim
Ahmad Firdaus Salim (Jawi احمد فردوس سليم; * 1985) ist ein ehemaliger malaysischer Leichtathlet, der sich auf den Dreisprung spezialisiert hat.

## Sportliche Laufbahn
Erste internationale Erfahrungen sammelte Ahmad Firdaus Salim vermutlich im Jahr 2004, als er bei den Juniorenasienmeisterschaften in Ipoh mit 15,18 m den achten Platz im Dreisprung belegte. Im Jahr darauf schied er bei den Asienmeisterschaften in Incheon mit 15,14 m in der Vorrunde aus und zuvor belegte er bei den erstmals ausgetragenen Islamic Solidarity Games in Mekka mit 15,27 m den siebten Platz. 2007 verpasste er bei der Sommer-Universiade in Bangkok mit 15,80 m den Finaleinzug und 2011 beendete er seine aktive sportliche Karriere im Alter von 26 Jahren.
In den Jahren 2004 und 2005 wurde Salim malaysischer Meister im Dreisprung.